# St. Anger
St. Anger este al optulea album de studio al formației americane de heavy metal, Metallica. Albumul a fost lansat pe 5 iunie 2003 și a urcat cu rapiditate în topuri. A fost ultimul album Metallica lansat prin casa de discuri Elektra Records și colaborarea finală de lungă durată între Metallica cu producătorul Bob Rock, cu care trupa a lucrat din anul 1990. A fost, de asemenea, cel mai lung decal al trupei dintre albumele de studio din acea perioadă (dacă contați „Death Magnetic” (2008) și „Hardwired...to Self-Destruct” (2016), opt ani de decalaj), cu albumul lor anterior ”ReLoad„ lansat în 1997. Acesta este singurul album al trupei care nu are un basist oficial, întrucât Jason Newsted a părăsit Metallica înainte de sesiunile de înregistrare. Bob Rock a cântat la chitară bas pentru cântecele albumului în locul său.
Înregistrarea albumului a început pe 23 aprilie 2001, dar a fost amânată, deoarece vocalistul trupei, James Hetfield a intrat în reabilitare pentru alcoolism, printre alte dependențe, iar înregistrările nu s-au reluat până în anul 2002. Înregistrarea albumului este subiectul filmului documentar din 2004: „Metallica: Some Kind of Monster”.
Cu un stil de metal alternativ, producție nepreluată și fără soloți de chitară, „St. Anger” s-a îndepărtat de stilul semnăturii Metallica. Design-ul de copertă a fost creat de colaboratorul trupei, Pushead. Tobele sunt acompaniate de către un tomberon de metal. Lars Ulrich a explicat că acest tomberon îl ajută sa scape de nervii legați de faptul ca trupa Megadeth au devenit mai buni în ultimii 3 ani. Robert Trujillo noul basisit al trupei nu a participat la crearea albumului, el a intrat în trupă mai târziu după participarea formației la MTV icon.

## Lista pieselor
1. Frantic - 5:50
2. St. Anger - 7:21
3. Some Kind Of Monster - 8:25
4. Dirty Window - 5:25
5. Invisible Kid - 8:30
6. My World - 5:46
7. Shoot Me Again - 7:10
8. Sweet Amber - 5:27
9. The Unnamed Feeling - 7:08
10. Purify - 5:14
11. All Within My Hands - 8:48

## Personal
Metallica
- James Hetfield - voce, chitară, producție
- Kirk Hammett - chitară, producție
- Lars Ulrich - tobe, producție

Membrii sesiunii
- Bob Rock - chitară bas, producție, inginerie, mixing

Producție
- Mike Gillies - asistent inginerie, mixing, inginerie digitală
- Eric Helmkamp - asistent inginer, mixing
- Vlado Meller - mastering
- Pushead - design de acoperire
- Anton Corbijn - fotografie
- Brad Klausen - design de producție
- Matt Mahurin, Forhelvede Productions, Pascal Brun, Comenius Röthlisberger - ilustrare și imagini